# 赤根智子
赤根 智子（あかね ともこ、1956年〈昭和31年〉6月28日 - ）は、日本の検察官、裁判官。国際刑事裁判所裁判官、同所長。
名古屋大学法科大学院教授兼中京大学大学院法務研究科教授、国際連合アジア極東犯罪防止研修所教官、札幌地方検察庁公判部長、国際連合アジア極東犯罪防止研修所次長、法務省法務総合研究所国際協力部長、函館地方検察庁検事正、法務総合研究所国際連合研修協力部長兼国連アジア極東犯罪防止研修所所長、法務省法務総合研究所長、最高検察庁検事兼国際司法協力担当大使等を歴任した。

## 経歴
愛知県名古屋市出身。愛知県立旭丘高等学校卒業。1980年（昭和55年）に東京大学法学部を卒業後、1982年（昭和57年）に検事任官。横浜、名古屋、仙台、東京各地方検察庁で勤務。
名古屋大学大学院法学研究科教授や中京大学大学院法務研究科教授として高等教育に関わるほか、法務省法務総合研究所国際協力部長、国際連合アジア極東犯罪防止研修所所長などとして法整備支援にも携わる。
函館地方検察庁検事正、法務総合研究所所長、最高検察庁検事なども歴任した後、齋賀富美子、尾崎久仁子に次ぐ日本人3人目となる国際刑事裁判所（ICC）判事に就任。
2023年（令和5年）3月20日、ロシア連邦捜査委員会はICCが戦争犯罪容疑で同国のウラジーミル・プーチン大統領に逮捕状を出したことを受け、ICCのカリム・カーン主任検察官や赤根ら3人の裁判官に対する捜査を始めたと発表し、同年7月27日にロシア内務省は刑法違反容疑で赤根を指名手配した。
2024年（令和6年）3月11日、国際刑事裁判所所長に就任。

## 略歴
- 1975年
  - 3月 - 愛知県立旭丘高等学校卒業
  - 4月 - 東京大学教養学部文科一類入学[10]。
- 1979年10月 - 司法試験合格[10]。
- 1980年
  - 3月 - 東京大学法学部卒業[10]。
  - 4月 - 司法修習生（34期）[2]。
- 1982年04月 - 検事任官（横浜地方検察庁）[11]。
- 1989年09月 - 休職[注 2]、アメリカへ私費留学[11][2][1][注 3]。
- 1990年12月 - ジャクソンヴィル州立大学（英語版）大学院刑事司法コース[注 4]修了[2]。
- 1991年05月 - 検事復帰（仙台地方検察庁）[11][2]。
- 1994年04月 - 東京地方検察庁検事[注 5]。
- 1996年04月 - 法務省法務総合研究所国際連合研修協力部（次長）[11][注 6]。
- 1999年04月 - 東京地方検察庁検事[2]。
- 2000年04月 - 札幌地方検察庁検事・同公判部長[11][2][注 7]。
- 2002年04月 - 法務省法務総合研究所国際連合研修協力部（教官）[11][2][注 8]。国連アジア極東犯罪防止研修所（wikidata）次長[注 9]兼任。
- 2005年04月 - 名古屋高等検察庁検事・名古屋大学大学院法学研究科教授・中京大学大学院法務研究科教授。
- 2008年04月 - 東京高等検察庁検事[2]。
- 2009年01月 - 大阪高等検察庁検事・法務省法務総合研究所国際協力部長[10][注 10]。
- 2010年
  - 8月 - 最高検察庁検事[2][注 11]。
  - 10月 - 函館地方検察庁検事正[11][注 12]。
- 2013年
  - 4月 - 最高検察庁検事[注 13]。
  - 7月 - 法務省法務総合研究所国際連合研修協力部長[11][注 14]。国際連合アジア極東犯罪防止研修所所長[注 15]兼任[24]。
- 2014年07月 - 法務省法務総合研究所所長[11][注 16]
- 2016年
  - 4月 - 外務省国際司法協力担当大使 兼任。
  - 6月 - 最高検察庁検事[注 17]。
- 2017年12月 - 国際刑事裁判所裁判官選挙 当選[27]。
- 2018年03月 - 国際刑事裁判所判事就任[28][29]。
- 2022年03月 - 国際刑事裁判所判事として、ウクライナ情勢に伴う戦争犯罪等の捜査開始申立て事件を担当[30]。
- 2024年03月 - 国際刑事裁判所所長[9]。

## 思想
赤根は、日本の検察官としてのキャリアを重ねる一方で、法整備支援など法分野における国際交流、司法外交にも継続的に関わり、さらに、日本の法曹としては初の国際刑事裁判所判事に就任したという経歴を有し、そのような法律と国際性というハイブリッドの視点から、日本（の法曹）の強み・弱みの両面を分析しつつ、アジア圏など国際舞台で日本が果たすべき役割の潜在性は大きいものと考えている。
例えば、日本の法曹について、事案把握能力、法的思考力、証拠分析力など、法律家としての基本的な能力が、国際的にも高いレベルにあるとする一方で、国際分野を含め、新たな一歩を踏み出す積極性や発信力の弱さなどの課題を指摘。そして、日本、そして、日本の法曹が、これら課題を克服しながら、アジア圏における法分野のリーダーとしての潜在性を有することを自覚し、法の支配による平和で安定した世界・社会に向けて、より積極的な役割・貢献を果たしていくことへの期待を述べている。

## 著書
- 赤根智子『戦争犯罪と闘う 国際刑事裁判所は屈しない』文藝春秋、2025年。ISBN 978-4-16-661496-7。

### 注記
1. 1 2  任期は2027年3月10日まで。
2. ↑  研究休職中は法務事務官に職種変更[1]。
3. ↑  アメリカ滞在は1991年5月まで[12]。
4. ↑  学位は "Master of Science in Criminal Justice"。
5. ↑  1994年4月1日付け[13]。
6. ↑  異動前の東京地方検察庁検事との併任。1996年4月1日付け[14]。
7. ↑  2000年4月1日付け[15]。
8. ↑  2002年4月1日付け[16]。
9. ↑  在任期間は2002年4月から2005年3月まで[17]。
10. ↑  2009年1月19日付け[3][18]。
11. ↑  2010年8月10日付け[19]。
12. ↑  2010年10月26日付け[20]。在任は2012年4月9日まで[21]。
13. ↑  2013年4月10日付け[22]。
14. ↑  最高検察庁検事のままの充て職。2013年7月5日付け[23]。
15. ↑  在任期間は2013年7月から2014年10月まで[17]。2014年7月以降は、後任の国際連合研修協力部長が10月10日付けで発令されるまで、本務となった法務省法務総合研究所所長との兼任。
16. ↑  2014年7月18日付け[25]。
17. ↑  法務総合研修所長への充て職の解除。2016年6月17日付け[26]。